# Đồng(II) tetrafloroborat(III)
Đồng(II) tetrafloroborat(III) là muối đồng(II) của axit tetrafloroboric(III), bao gồm hai ion tetrafloroborat(III) (BF4−). Muối tetrafloroborat(III) này có dạng tứ diện, tương tự như metan. Vì nguyên tử bo trung tâm đã hình thành 4 liên kết cộng hóa trị nên nó mang điện tích âm.

## Tính chất hóa học
Đồng(II) tetrafloroborat(III) có thể phản ứng với nước hoặc amonia để tạo thành hydrat hoặc phức amonia.
Sự phân hủy nhiệt tạo ra CuF2 và giải phóng BF3.
Đồng(II) tetrafloroborat(III) cũng có đầy đủ tính chất hóa học của muối, chẳng hạn như phản ứng với natri hydroxide:
Cu(BF4)2 + 2NaOH → 2NaBF4 + Cu(OH)2↓

## Hợp chất khác
Cu(BF4)2 còn tạo một số hợp chất với NH3, như Cu(BF4)2·4NH3 là chất rắn màu dương, nóng chảy ở 188 °C (370 °F; 461 K), Cu(BF4)2·5NH3·2H2O là tinh thể màu dương nhạt tỏa ra trong không khí hay Cu(BF4)2·6NH3 là bột màu dương nhạt.